# Гудков, Андрей Владимирович
Андрей Владимирович Гудков (Andrei V. Gudkov, род. 1956) — российско-американский биолог, онколог, вирусолог, специалист по радиационной биологии. Доктор биологических наук, профессор. «Новая газета» в 2007 году называет его «одним из самых успешных российских биологов, работающих за границей».
Канд. наук (PhD) в экспериментальной онкологии (1982), доктор биологический наук в области молекулярной биологии (1988), профессор онкологии, старший вице-президент по фундаментальной науке и зав. отделом Биологии клеточного стресса Института онкологии им. Розвелла Парка (Roswell Park Cancer Institute) в США. Научный основатель и научный директор биотехнологических компаний Cleveland Biolabs (NASDAQ: CBLI), Incuron, Oncotartis, Everon Biosciences, которые разрабатывают лекарственные препараты для лечения рака, острой лучевой болезни и старения.
Родился в семье лингвистов, отец, Владимир Павлович Гудков, был заведующим кафедрой славянской филологией филфака МГУ. Мать, Римма Владимировна Булатова, работала в Институте славяноведения и балканистики РАН, внесла большой вклад в реализацию научного наследия В. М. Иллич-Свитыча.
Учился во второй физико-математической школе.
Выпускник кафедры вирусологии биологического факультета МГУ (1978).
В 1978—1982 годах учился в аспирантуре лаборатории иммунологии онкогенных вирусов в Онкологическом научном центре, в котором работал до 1990 года: м.н.с., с.н.с., зав. лабораторией.
С 1990 года работает в США: первоначально до 2001 года работал в Иллинойсском университете в Чикаго, затем 7 лет руководит Отделом молекулярной биологии в Кливлендской клинике, а затем и поныне — в Институте онкологии им. Розвелла Парка (Roswell Park Cancer Institute), где с 2007 года он старший вице-президент по фундаментальной науке и зав. Отделом биологии клеточного стресса,. Также (с 2001) являлся профессором биохимии Университета Кейс Вестерн Резерв.
Сооснователь и главный редактор «Oncotarget». Входит в редакционные коллегии научных журналов «Oncogene», «Cancer Research», «Aging» , онлайн-издания t-invariant.org и др.
Входит в редколлегию «Вестника РГМУ».
Автор более двухсот научных работ, имеет более 50 патентов.